# Denise Herrmann-Wick
Denise Herrmann-Wick, född Herrmann den 20 december 1988 i Bad Schlema i Östtyskland, är en tysk före detta skidskytt och längdåkare. Hon tävlade ursprungligen i längdåkning och tävlade i världscupen 2009–2017, men bytte senare sport och tävlade sedan från 2016 i världscupen i skidskytte. Herrmann har vunnit åtta VM-medaljer i skidskytte, varav ett guld i jaktstart på VM 2019, och har inom längdåkning ett OS-brons i damernas stafett från 2014.
I olympiska spelen 2022 i Peking vann Herrmann guld i individuella distansloppet på 15 km efter ett missat skott. Herrmann avslutade sin elitkarriär i mars 2023.

## Karriär

### Längdåkning
18 år gammal vann Herrmann brons på junior-VM i Tarvisio 2007 då hon slutade trea i den klassiska sprinten, slagen enbart av Astrid Jacobsen och Charlotte Kalla. I november samma år stängdes hon av från allt tävlande i ett år efter att ha testats positiv för det förbjudna preparatet Clenbuterol som finns i vissa hostmediciner. På U23-VM i Hinterzarten 2010 tog hon silver på sprinten, slagen endast av Mari Laukkanen.
Herrmann gjorde debut i världscupen i längdåkning på sprinten i Valdidentro den 13 februari 2009 där hon slutade på 37:e plats. På sprinten i fri stil i Toblach under Tour de Ski den 4 januari 2012 tog hon sig till sprintfinalen för första gången, men hamnade strax utanför pallen på en fjärdeplats. Först under säsongen 2012/2013 fick Herrmann något av ett genombrott och slutade på en 13:e plats i totala världscupen. Hon nådde sin första pallplats i världscupen när hon tillsammans med Hanna Kolb slutade tvåa på lagsprinten i fri stil i Québec den 7 december 2012. Individuellt nådde hon ett flertal topp 10–placeringar, både på sprint- och distanstävlingar.
Säsongen 2013/2014 blev Herrmanns mest framgångsrika i världscupen med totalt sex individuella pallplatser och 9:e plats i totala världscupen. Hon slutade dessutom tvåa i den totala sprintvärldscupen bakom Kikkan Randall. Den 29 november 2013 tog hon sin första individuella pallplats då hon slutade trea på sprinten i klassisk stil i Kuusamo. Säsongen 2014/2015 blev ett steg tillbaka i sprint och ett litet kliv framåt i distans för Herrmann som återigen slutade nia i den totala världscupen. Hon uppnådde under säsongen sin bästa placering i Tour de Ski då hon slutade på 8:e plats.
Vid OS 2014 i Sotji åkte hon den fjärde och sista sträckan för Tyskland i damernas stafett. Hon gick ut som tvåa vid sista växlingen, men lyckades varken åka förbi Finlands Krista Lähteenmäki eller hålla Sveriges Charlotte Kalla bakom sig när hon korsade mållinjen och blev bronsmedaljör tillsammans med Stefanie Böhler, Nicole Fessel och Claudia Nystad. På sprintstafetten tävlade hon tillsammans med Böhler och slutade fyra i finalen, en sekund från bronsplatsen. I den individuella sprinttävlingen lyckades hon inte kvalificera sig från semifinalen och slutade åtta.
Herrmann har även deltagit i tre världsmästerskap: i Oslo 2011, Val di Fiemme 2013 och Falun 2015 med en tiondeplats på sprinten 2015 som bästa individuella resultat och en fjärdeplats i sprintstafetten 2015 som bästa resultat i lag.
I april 2016 meddelade Herrmann att hon efter säsongen 2015/2016 skulle börja tävla i skidskytte. Efter att hon inlett sin skidskyttekarriär har hon fortsatt att tävla i längdåkning, bland annat tävlade hon i världscupsprinten och -sprintstafetten i Toblach i januari 2017 och har deltagit i de tyska nationella mästerskapen i längdåkning.

### Skidskytte
Herrmann gjorde sin internationella debut i skidskytte på en sprinttävling i IBU-cupen den 25 november 2016 i Beitostølen där Herrmann, trots sex bom, vann tävlingen. Den 9 december 2016 gjorde hon debut i världscupen i skidskytte då hon på sprinten i Pokljuka slutade på 18:e plats. Redan i sin första säsong tog hon sin första världscupseger då hon var med i det tyska laget som vann damernas stafett i Pyeongchang den 5 mars 2017.
Herrmann inledde säsongen 2017/2018 starkt genom att vinna sprinten och den efterföljande jaktstarten i Östersund den 1 respektive 3 december 2017. Herrmanns första världsmästerskap i Östersund 2019 blev en stor framgång med tre medaljer. Tillsammans med Vanessa Hinz, Arnd Peiffer och Benedikt Doll tog hon silver på mästerskapens inledande mixedstafett. I jaktstarten vann hon guld efter att ha åkt upp sig från en sjätteplats. I den avslutande masstarten tog hon brons, slagen av endast Dorothea Wierer och Jekaterina Jurlova-Percht.
Säsongen 2019/2020 var Herrmanns framgångsrikaste säsong i världscupen då hon slutade trea i den totala världscupen och etta i sprintcupen. På VM i Antholz 2020 vann hon två nya medaljer: silver i jaktstarten och silver i damernas stafett.
I olympiska spelen 2022 i Peking vann Herrmann guld i individuella distansloppet på 15 km efter ett missat skott.
Den 14 mars 2023 meddelade hon att hon avslutar skidskyttekarriären efter säsongen 2022–2023.

## Resultat (skidskytte)

### Pallplatser i världscupen

#### Individuellt
Herrmann har tolv individuella pallplatser i världscupen i skidskytte: sju segrar, fyra andraplatser och en tredjeplats.
| Säsong  | Datum            | Plats                | Disciplin          | Placering |
| ------- | ---------------- | -------------------- | ------------------ | --------- |
| 2017/18 | 1 december 2017  | Östersund            | Sprint (7,5 km)    | 1:a       |
| 2017/18 | 3 december 2017  | Östersund            | Jaktstart (10 km)  | 1:a       |
| 2018/19 | 16 februari 2019 | Soldier Hollow       | Jaktstart (10 km)  | 1:a       |
| 2018/19 | 10 mars 2019     | Östersund (VM)       | Jaktstart (10 km)  | 1:a       |
| 2018/19 | 17 mars 2019     | Östersund (VM)       | Masstart (12,5 km) | 3:a       |
| 2018/19 | 23 mars 2019     | Oslo                 | Jaktstart (10 km)  | 2:a       |
| 2019/20 | 9 januari 2020   | Oberhof              | Sprint (7,5 km)    | 2:a       |
| 2019/20 | 24 januari 2020  | Pokljuka             | Distans (15 km)    | 1:a       |
| 2019/20 | 16 februari 2020 | Antholz (VM)         | Jaktstart (10 km)  | 2:a       |
| 2019/20 | 5 mars 2020      | Nové Město na Moravě | Sprint (7,5 km)    | 1:a       |
| 2019/20 | 13 mars 2020     | Kontiolax            | Sprint (7,5 km)    | 1:a       |
| 2020/21 | 28 november 2020 | Kontiolax            | Distans (15 km)    | 2:a       |

#### I lag
I lag har Herrmann 13 pallplatser i världscupen i skidskytte: fyra segrar, sex andraplatser och tre tredjeplatser.
| Säsong  | Datum            | Plats                | Disciplin    | Placering | Lagkamrat(er)                            |
| ------- | ---------------- | -------------------- | ------------ | --------- | ---------------------------------------- |
| 2016/17 | 5 mars 2017      | Pyeongchang          | Stafett      | 1:a       | N. Horchler / Hammerschmidt / Hildebrand |
| 2017/18 | 7 januari 2018   | Oberhof              | Stafett      | 2:a       | Hinz / Preuß / Hammerschmidt             |
| 2017/18 | 13 januari 2018  | Ruhpolding           | Stafett      | 1:a       | Preuß / Hildebrand / Dahlmeier           |
| 2017/18 | 17 mars 2018     | Oslo                 | Stafett      | 2:a       | Hammerschmidt / Preuß / Dahlmeier        |
| 2018/19 | 13 januari 2019  | Oberhof              | Stafett      | 2:a       | K. Horchler / Hildebrand / Preuß         |
| 2018/19 | 19 januari 2019  | Ruhpolding           | Stafett      | 3:a       | Hinz / Dahlmeier / Preuß                 |
| 2018/19 | 8 februari 2019  | Canmore              | Stafett      | 1:a       | Hinz / Hildebrand / Dahlmeier            |
| 2018/19 | 7 mars 2019      | Östersund (VM)       | Mixedstafett | 2:a       | Hinz / Peiffer / Doll                    |
| 2019/20 | 22 februari 2020 | Antholz (VM)         | Stafett      | 2:a       | K. Horchler / Hinz / Preuß               |
| 2019/20 | 7 mars 2020      | Nové Město na Moravě | Stafett      | 3:a       | K. Horchler / Hinz / Preuß               |
| 2020/21 | 5 december 2020  | Kontiolax            | Stafett      | 3:a       | Hinz / Preuß / Hammerschmidt             |
| 2020/21 | 16 januari 2021  | Oberhof              | Stafett      | 1:a       | Hinz / Hettich / Preuß                   |
| 2020/21 | 24 januari 2021  | Antholz              | Stafett      | 2:a       | Hinz / Hettich / Preuß                   |

### Ställning i världscupen
| Säsong  | Totalt | Totalt | Distans | Distans | Sprint | Sprint | Jaktstart | Jaktstart | Masstart | Masstart |
| Säsong  | Poäng  | Plac.  | Poäng   | Plac.   | Poäng  | Plac.  | Poäng     | Plac.     | Poäng    | Plac.    |
| ------- | ------ | ------ | ------- | ------- | ------ | ------ | --------- | --------- | -------- | -------- |
| 2016/17 | 115    | 48:e   | 0       | –       | 79     | 40:e   | 36        | 52:a      | –        | –        |
| 2017/18 | 477    | 12:e   | 19      | 40:e    | 149    | 14:e   | 197       | 7:e       | 112      | 15:e     |
| 2018/19 | 611    | 8:e    | 39      | 29:e    | 170    | 15:e   | 254       | 6:e       | 148      | 9:e      |
| 2019/20 | 745    | 3:e    | 112     | 4:e     | 314    | 1:a    | 155       | 5:e       | 164      | 6:e      |

### Olympiska spel
| Tävling          | Distans | Sprint | Jaktstart | Masstart | Stafett | Mixedstafett |
| ---------------- | ------- | ------ | --------- | -------- | ------- | ------------ |
| Pyeongchang 2018 | —       | 21:a   | 6:e       | 11:e     | 8:e     | —            |
| Peking 2022      | Guld    | 22:a   | 17:e      | —        | Brons   | 5:e          |

### Världsmästerskap
| Tävling        | Distans | Sprint | Jaktstart | Masstart | Stafett | Mixedstafett | Singelmixed |
| -------------- | ------- | ------ | --------- | -------- | ------- | ------------ | ----------- |
| Östersund 2019 | –       | 6:e    | Guld      | Brons    | 4:e     | Silver       | 4:e         |
| Antholz 2020   | 12:e    | 5:e    | Silver    | 12:e     | Silver  | 4:e          | –           |
| Pokljuka 2021  | 15:e    | 4:e    | 8:e       | —        | Silver  | 7:e          | —           |

## Resultat (längdåkning)

### Pallplatser i världscupen

#### Individuellt
Herrmann har sex individuella pallplatser i världscupen i längdåkning: fyra andraplatser och två tredjeplatser.
| Säsong  | Datum            | Plats            | Disciplin  | Placering |
| ------- | ---------------- | ---------------- | ---------- | --------- |
| 2013/14 | 29 november 2013 | Kuusamo          | Sprint (K) | 3:a       |
| 2013/14 | 15 december 2013 | Davos            | Sprint (F) | 3:a       |
| 2013/14 | 29 december 2013 | Oberhof          | Sprint (F) | 2:a       |
| 2013/14 | 31 december 2013 | Lenzerheide      | Sprint (F) | 3:a       |
| 2013/14 | 18 januari 2014  | Szklarska Poręba | Sprint (F) | 2:a       |
| 2013/14 | 2 februari 2014  | Toblach          | Sprint (F) | 2:a       |

#### Lag
I lag har Herrmann två pallplatser i världscupen i längdåkning: två andraplatser.
| Säsong  | Datum            | Plats  | Disciplin     | Placering | Lagkamrat(er) |
| ------- | ---------------- | ------ | ------------- | --------- | ------------- |
| 2012/13 | 7 december 2012  | Québec | Lagsprint (F) | 2:a       | Hanna Kolb    |
| 2013/14 | 22 december 2013 | Asiago | Lagsprint (K) | 2:a       | Katrin Zeller |

### Ställning i världscupen
| Säsong  | Discipliner | Discipliner | Discipliner | Discipliner | Discipliner | Discipliner | Tourer      | Tourer      | Tourer    | Tourer |
| Säsong  | Totalt      | Totalt      | Distans     | Distans     | Sprint      | Sprint      | Nord. öppn. | Tour de Ski | VC- avsl. |        |
| Säsong  | Poäng       | Plac.       | Poäng       | Plac.       | Poäng       | Plac.       | Nord. öppn. | Tour de Ski | VC- avsl. |        |
| ------- | ----------- | ----------- | ----------- | ----------- | ----------- | ----------- | ----------- | ----------- | --------- | ------ |
| 2008/09 | 0           | –           | –           | –           | 0           | –           | i.u.        | –           | –         |        |
| 2009/10 | 3           | 124:e       | 0           | –           | 3           | 87          | i.u.        | DNF         | –         |        |
| 2010/11 | 139         | 41:a        | 41          | 44:e        | 96          | 23:e        | 30:e        | DNF         | DNF       |        |
| 2011/12 | 192         | 39:e        | 63          | 41:a        | 96          | 23:e        | 45:e        | DNF         | 35:e      |        |
| 2012/13 | 535         | 13:e        | 250         | 17:e        | 205         | 11:e        | DNF         | 13:e        | 31:a      |        |
| 2013/14 | 704         | 9:e         | 144         | 18:e        | 496         | 2:a         | 8:e         | DNF         | 31:a      |        |
| 2014/15 | 548         | 9:e         | 215         | 16:e        | 169         | 13:e        | 14:e        | 8:e         | i.u.      |        |
| 2015/16 | 399         | 23:e        | 118         | 29:e        | 229         | 12:e        | 29:e        | 22:a        | 28:e      |        |
| 2016/17 | 20          | 90:e        | –           | –           | 20          | 54:e        | –           | –           | –         |        |

### Olympiska spel
| Tävling    | 10 km | Skiathlon | 30 km | Sprint | Stafett | Lagsprint |
| ---------- | ----- | --------- | ----- | ------ | ------- | --------- |
| Sotji 2014 | —     | —         | —     | 8:e    | Brons   | 4:e       |

### Världsmästerskap
| Tävling            | 10 km | Skiathlon | 30 km | Sprint | Stafett | Lagsprint |
| ------------------ | ----- | --------- | ----- | ------ | ------- | --------- |
| Oslo 2011          | 43:e  | —         | 39:e  | 23:e   | —       | —         |
| Val di Fiemme 2013 | 24:e  | —         | —     | 10:e   | 7:e     | 8:e       |
| Falun 2015         | —     | —         | —     | 17:e   | 6:e     | 4:e       |